# 까치딱새
까치딱새(Oriental magpie-robin, 학명: Copsychus saularis)는 작은 참새목 새이다. 검은색과 흰색 깃털과 땅에서 먹이를 찾을 때 똑바로 서 있는 긴 꼬리를 가지고 있다. 인도 아대륙의 대부분과 동남아시아의 몇몇 지역에서 서식하고, 숲뿐만 아니라 도시 정원에서도 흔하다. 노래로 잘 알려져 있고, 한때 사육조로 인기 있었다.

## 설명
몸길이는 꼬리를 포함하여 19cm이다. 수컷은 흰색 어깨 부위를 제외하고 윗부분과 머리, 목이 검은색이다. 암컷의 윗부분은 회색빛이 도는 검은색이고, 아랫부분은 회색빛이 도는 흰색이다. 암컷의 깃털이 수컷보다 지리적 변이가 크다.
승명아종은 인도 아대륙에서 발견되고, 이 아종의 암컷이 가장 색이 연하다. 안다만 제도의 아종 andamanensis의 암컷은 색이 더 진하고, 부리가 더 무겁고, 꼬리가 더 짧다. 스리랑카의 아종 ceylonensis의 암컷은 수컷과 색이 비슷하다. 미얀마와 더 남쪽에 있는 개체군은 musicus로 명명되었다. mindanensis는 현재 다른 종으로 분류된다.

## 분포 및 서식지
네팔, 방글라데시, 인도, 스리랑카, 파키스탄 동부, 인도네시아 동부, 태국, 중국 남부, 말레이시아, 싱가포르에서 서식한다.
한국에서는 2021년 5월 9일 전북 군산시 어청도에서 탐조인 임방연씨가 처음 관찰한 길잃은새이다.

## 행동 및 생태
인도에서 3월부터 7월까지, 동남아시아에서 1월부터 6월까지 번식한다. 수컷은 구애하는 동안 높은 곳에서 노래를 부른다. 또한 깃털을 부풀리고, 부리를 치켜들고, 꼬리를 부채꼴로 펴고 과시한다. 이들은 나무 구멍이나 벽이나 건물의 틈새에 둥지를 튼다. 4개나 5개의 알을 낳고, 알은 보통 갈색 얼룩이 있는 연한 청록색이다. 암컷은 수컷보다 새끼들에게 먹이를 주는 데 더 많은 노력을 기울인다.
노랫소리는 지역에 따라 다르다. 다른 종의 울음소리를 모방하는 경우도 있다. 암컷은 수컷이 있을 때 가끔 짧게 노래한다. 노래 외에 영역의 울음소리, 출현 및 휴식의 울음소리, 위협의 울음소리, 순종의 울음소리, 구걸의 울음소리, 고통의 울음소리 등 여러 종류의 울음소리를 낸다.
식충성이지만 때때로 도마뱀붙이, 지네, 물고기도 먹는다.

## 실태
싱가포르에서 1920년대에 흔했지만 1970년대에 개체수가 감소했다. 이는 외래종 인도구관조와의 경쟁, 밀렵, 서식지 파괴 때문인 것으로 추정된다.
이 종에서 조류 말라리아 기생충이 분리되었다. 일부 사례에서 H4N3와 H5N1 감염이 보고되었다.

## 문화에서
방글라데시의 국조이다. 네팔에서 싸움을 위해 사육되었다.